# Died Pretty
I Died Pretty sono stati un gruppo musicale australiano di genere alternative rock, fondato a Sydney nel 1983.

## Storia dei Died Pretty
Il gruppo, inizialmente denominato Final Solution, era formato da Ron Peno (cantante), Brett Myers (chitarra) e Frank Brunetti (tastiere),.
Il loro primo album Free Dirt, edito da Citadel Records nel 1986, è generalmente considerato il loro migliore, dove il gruppo ha smussato le asprezze degli singoli iniziali per virare verso il modello di ballata caratteristico di cantautori come Bob Dylan e Gram Parsons. Il gruppo si sciolse nel 2002, salvo ritornare per due reunion nel biennio 2008-2009 e nel 2012.

## Membri
- Frank Brunetti, tastiere(1983–1988)
- Brett Myers, chitarra, cori, voce (1983–2002, 2008–2009)
- Ronald S. Peno, voce (1983–2002, 2008–2009)
- Rob Younger, batteria(1983)
- Colin Barwick, batteria(1983–1985)
- Jonathan Licklitter, basso (1983–1984)
- Mark Lock, basso (1984–1988)
- Chris Welsh, batteria, percussioni (1985–1992, 1993–1995, 2008–2009)
- Steve Clark, basso (1988–1991, 2008–2009)
- John Hoey, tastiere(1988–2002, 2008–2009)
- Robert Warren, basso, cori(1991–2002)
- Murray Shepherd, batteria(1992)
- Warwick Fraser, batteria(1992)
- Stuart Eadie, batteria(1992–1993)
- Nick Kennedy, batteria(1995)
- Shane Melder, batteria(1995)
- Simon Cox, batteria(1996–2002)

## Discografia

### Album
- Free Dirt (1986)
- Lost (1988)
- Every Brilliant Eye (1990)
- Doughboy Hollow (1991)
- Trace (1993)
- Sold (1995)
- Using My Gills as a Roadmap (1998)
- Everydaydream (2000)

### Raccolte
- Pre-Deity (1987)
- Out of the Unknown – The Best of Died Pretty (1999)

### EP
- Next to Nothing (1985)
- Caressing Swine (1993)
- Days (1994)
- Deeper (1996)

### Singoli
- Out of the Unknown (1984)
- Mirror Blues (1984)
- Final Twist (1985)
- Stoneage Cinderella (1986)
- Winterland (1987)
- Towers of Strength (1988)
- Out of My Hands (1988)
- Everybody Moves (1989)
- Whitlam Square (1990)
- True Fools Fall (1990)
- Is There Anyone? (1990)
- Stop Myself (1991)
- Wonder (1991)
- D.C. (1991)
- Sweetheart (1992)
- Caressing Swine (1993)
- Harness Up (1993)
- Headaround (1993)
- A State of Graceful Mourning (1993)
- Cuttin' Up Her Legs (1995)
- Good at Love (1995)
- Radio (1997)
- Slide Song (1998)
- That Look Before (2000)
- My Generation Landslide (2002)